# Stålbadet
Stålbadet är en självbiografisk roman av den svenske författaren och journalisten Anderz Harning. Den utgavs 1972 på Författarförlaget.
Romanen skildrar Harnings uppväxt i samhället Stocka i Hälsingland på 1940-talet. Hans far och styvmor var nazister och fadern brukade misshandla sonen med en livrem. De kallade honom även för "satans ohyra" och "missfostret".
Stålbadet filmatiserades 1987 tillsammans med en av Harnings andra självbiografiska romaner, Asfåglarna (1974), som TV-serien Ondskans år. Stålbadet är en av titlarna i boken Tusen svenska klassiker (2009).

## Utgåvor
- Harning, Anderz (1972). Stålbadet. Göteborg: Författarförlaget. Libris 7595911. ISBN 91-7054-064-0
- Harning, Anderz (1985). Stålbadet: roman. A & H pocket, 99-0372690-2 ([Ny utg.]). Stockholm: Askelin & Hägglund. Libris 7657794. ISBN 91-7684-076-X
- Harning, Anderz (1986) (på norska). Stålbadet. Oslo: Aventura. Libris 7305587. ISBN 82-588-0429-4
- Harning, Anderz. (2002). Stålbadet. Enskede: TPB. Libris 12631099

### Fotnoter
1. 1 2 3 4  Gradvall et al 2009, #328